# Wang Guanyin
Wang Guanyin (China, 9 de septiembre de 1986) es un gimnasta artístico chino, campeón del mundo en 2009 en la prueba de barras paralelas.

## Carrera deportiva
En el Mundial celebrado en Londres en 2009 gana la prueba de paralelas, quedando delante de su compatriota Feng Zhe y del japonés Kazuhito Tanaka.